# Caesonia danae
Caesonia danae är en insektsart som beskrevs av Rauno E. Linnavuori 1973. Caesonia danae ingår i släktet Caesonia och familjen Flatidae. Inga underarter finns listade i Catalogue of Life.